# Rebholz Nunatak
Rebholz Nunatak är en nunatak i Antarktis. Den ligger i Västantarktis. Inget land gör anspråk på området. Toppen på Rebholz Nunatak är 383 meter över havet.
Terrängen runt Rebholz Nunatak är mycket platt. Trakten är obefolkad. Det finns inga samhällen i närheten.